# (22059) 2000 AD75
(22059) 2000 AD75 è un asteroide troiano di Giove del campo greco. Scoperto nel 2000, presenta un'orbita caratterizzata da un semiasse maggiore pari a 5,194806 UA e da un'eccentricità di 0,110586, inclinata di 7,802315° rispetto all'eclittica. Ha un diametro di 25,376 km e un'albedo di 0,100.